# Pedro R.S.
Pedro R.S. (født 9. august 1946) er en tidligere brasiliansk fodboldspiller og træner.
Han har tidligere trænet Shimizu S-Pulse.